# Meister der Berry-Apokalypse

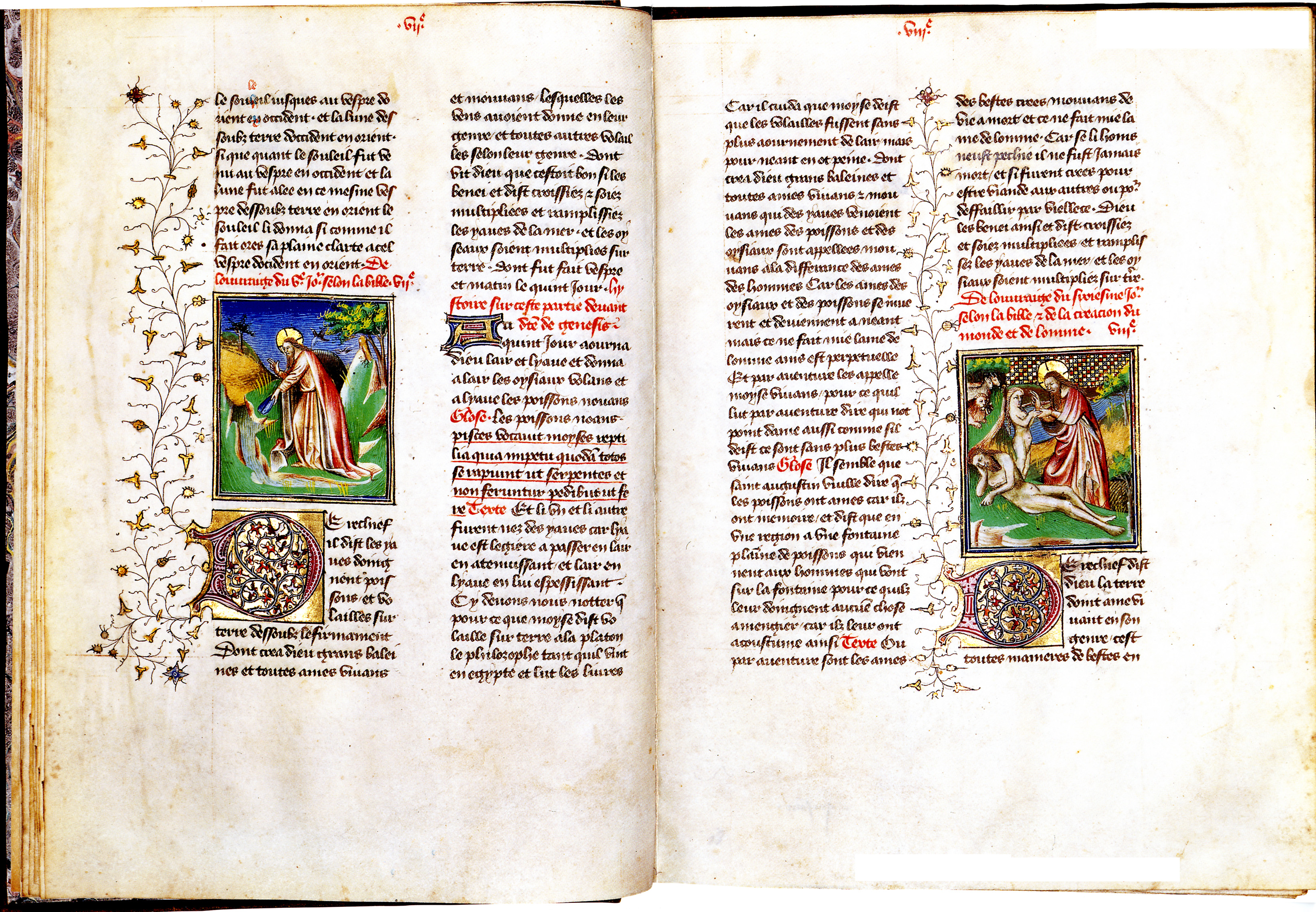
Meister der Berry-Apokalypse: Bibelillustration, um 1410

Als Meister der Berry-Apokalypse (engl. Master of the Berry Apocalypse) wird der französische Buchmaler bezeichnet, der um 1410 den Text einer Apokalypse ausgemalt hat. Das mit 85 halb- oder ganzseitigen Bildern versehene Werk befand sich nach einem handschriftlichen Eintrag im Besitz des Jean de Valois, Herzog von Berry, bis zu dessen Tod im Jahr 1416. Der Besitzeintrag gab dem namentlich nicht bekannten Künstler der Bilder seinen Notnamen. Der französische Text der Apokalypse ist mit einem ebenfalls französischen Kommentar nach Berengaudus gegeben, teilweise lehnt sich der Meister in seinen Illustrationen an den Text dieses aus dem 9. Jahrhundert stammenden Kommentars an, wie beispielsweise im Falle der Darstellung der Sieben Todsünden. Die Berry-Apokalypse ist heute im Besitz der New Yorker Pierpont Morgan Library & Museum (MS. M. 133).
In einigen weiteren Werken ist die Hand des Meisters der Berry-Apokalypse zu erkennen, darunter weltliche Werke wie ein Manuskript der Histoire Ancienne, einer Übersetzung der Antiken Weltgeschichte in christlicher Sicht des Paulus Orosius, in der einige vom Meister geschaffene Bilder enthalten sind (British Library, Egerton 912).
Eine Bible Historiale mit 78 Miniaturen in Blattgoldrahmen aus der Hand des Meisters der Berry-Apokalypse ist in Privatbesitz. Die französische Handschrift auf Pergament ist wohl in Paris um 1405/1410 entstanden und enthält neben den Bibeltexten einen Text Griseldis von Giovanni Boccaccio, diese Bibel ist eines der wenigen Werke, in denen dem religiösen Inhalt ein rein literarischer Text zugeordnet wird. 
Der typische Stil des Meisters der Berry-Apokalypse unterscheidet sich von dem seiner Pariser Zeitgenossen durch eine schnelle, skizzenhaftere Ausführung und gekonnte Nutzung kälterer und blasser Farben. Einige Bilder in seinem Werk sind kleine Skizzen in Braun, die nur teilweise mit schwarzer und weißer Farbe leicht ausgemalt und akzentuiert sind. Der Himmel ist in Bildern oft nur durch einige blaue Striche angedeutet und seine einfachen Landschaftsdarstellungen zeigen keine Figuren oder Städte im Hintergrund. 
Der Meister der Berry-Apokalypse ist ein Zeitgenosse der Brüder von Limburg, die sehr bekannte Manuskripte wie beispielsweise das Stundenbuch des Herzogs von Berry ausmalten.